# Март 2025 года

Список событий марта 2025 года.

## События
- 1 марта
  - Рабочая партия Курдистана объявила о прекращении огня против Турции. Такое решение было принято после соответствующего призыва лидера РПК Абдуллы Оджалана, который с 1999 года отбывает в Турции пожизненный срок[1][2].
  - В Абхазии прошёл второй тур президентских выборов. Победу одержал исполняющий обязанности президента Бадра Гунба[3][4].
  - Президент США Дональд Трамп подписал указ о признании английского языка официальным языком страны[5]. Ранее официального языка в США на федеральном уровне не существовало, английский был признан официальным языком только в 32 из 50 штатов[6].

- 2 марта
  - Состоялась 97-й церемония вручения премии «Оскар», награду за лучший фильм получила картина «Анора» Шона Бейкера[7].
  - Космический аппарат Blue Ghost американской компании Firefly Aerospace благополучно совершил мягкую посадку на Луну[8][9].

- 3 марта
  - Кристиан Штокер вступил в должность федерального канцлера Австрии[10][11].
  - В Мангейме (Германия) в результате наезда на толпу погибло по меньшей мере два человека и около 25 получили ранения[12].
  - Президент США Дональд Трамп объявил, что тайваньская компания по производству полупроводниковых чипов TSMC инвестирует 100 миллиардов долларов в новые производственные предприятия на территории США[13], а также приостановил военную помощь Украине[14].

- 4 марта
  - Китайский архитектор Лю Цзякунь[англ.] получил Притцкеровскую премию[15].
  - Лесной пожар в японском городе[англ.] Офунато, который находится в префектуре Ивате, стал крупнейшим лесным пожаром в Японии за последние полвека[16].
  - Президент США Дональд Трамп ввёл 25-процентные таможенные пошлины на товары из Канады и Мексики и удвоил тарифы с 10 до 20 % на товары из Китая[17].
    - На следующий день Трамп объявил об отсрочке на один месяц введения таможенных тарифов для автопроизводителей Канады и Мексики[18].

- 5 марта
  - Президент Франции Эмманюэль Макрон выступил с обращением к нации[19].
  - Президент США Дональд Трамп выступил с обращением к конгрессу[20].
  - По просьбе трёх крупнейших автопроизводителей, Ford, General Motors и Stellantis, Трамп объявил об отсрочке на один месяц введения таможенных тарифов для автопроизводителей Канады и Мексики, чтобы избежать серьёзных потрясений в североамериканской автомобильной промышленности[18].
  - Эндрю Барто и Ричард Саттон удостоены премии Тьюринга за разработку основ обучения с подкреплением[21].

- 6 марта
  - Состоялась посадка лунной миссии Intuitive Machines Mission 2: прилунение прошло неудачно, модуль упал на бок, миссия завершена[22].
  - Состоялся восьмой испытательный полёт SpaceX Starship: испытания прошли неудачно, через 10 минут после старта связь с кораблем была потеряна, тем не менее ракета-носитель Super Heavy после отделения от корабля вернулась обратно на стартовый комплекс, где была успешно схвачена руками-манипуляторами системы «Mechazilla»[23][24].
  - Два самолёта KF-16 южнокорейских ВВС по ошибке сбросили восемь авиационных бомб Mark 82 над своей страной: жилым районом Пхочхона в провинции Кёнгидо, в результате чего по меньшей мере 15 человек получили ранения[25].
  - Российско-американские отношения: Александр Дарчиев назначен послом РФ в США[26].
  - Спорт
    - На чемпионате мира по лыжным видам спорта в Тронхейме мужская сборная Норвегии выиграла эстафету, опередив сборные Швейцарии и Швеции. Норвежцы выиграли эстафету на чемпионате мира 13-й раз подряд, они пока ни разу не проигрывали в XXI веке. Швейцарцы выиграли медаль в мужской эстафете впервые в истории. Йоханнес Хёсфлот Клебо выиграл своё 14-е в карьере золото на чемпионатах мира и стал рекордсменом по этому показателю среди мужчин, опередив Петтера Нортуга[27].

- 7 марта
  - Центральный суд Сеула (Южная Корея) отменил ордер на арест президента Южной Кореи Юн Сок Ёля[28]; на следующий день Юн Сок Ёль был освобожден[29].
  - Президент США Дональд Трамп подписал указ о создании стратегического запаса[англ.] биткоинов и других криптовалют[30][31].

- 8 марта
  - Гражданская война в Сирии: В сирийских провинциях Латакия, Тартус и Эс-Сувейда убиты более 700 мирных жителей-алавитов[32][33][34][35][36].
  - Торговые войны: Китай анонсировал введение[англ.] с 20 марта 2025 года таможенных пошлин на сельскохозяйственную продукцию и продовольствие из Канады после того, как в октябре 2024 года Канада ввела пошлины на электромобили, а также изделия из стали и алюминия китайского производства[37].
  - Спорт
    - На чемпионате мира по лыжным видам спорта в Тронхейме норвежец Йоханнес Хёсфлот Клебо стал абсолютным чемпионом, выиграв 6 из 6 возможных золотых медалей в лыжных гонках после победы в марафоне на 50 км[38].

- 9 марта
  - Марк Карни избран новым лидером Либеральной партии Канады; 14 марта он стал премьер-министром страны[39].
  - Центральная избирательная комиссия Румынии запретила победителю первого тура отменённых президентских выборов 2024 года Кэлину Джорджеску участвовать в президентских выборах 2025 года[40].
  - Спорт
    - Артём Дзюба в матче 20-го тура чемпионата России 2024/25 забил 234-й гол в карьере, став лучшим бомбардиром в истории российского футбола[41].

- 10 марта
  - В Северном море у берегов Восточного Йоркшира (Великобритания) столкнулись[англ.] нефтяной танкер Stena Immaculate и контейнеровоз Solong, на обоих суднах возник пожар, произошёл разлив нефтепродуктов, экипажи судов эвакуировали, один человек погиб[42][43][44][45][46].
  - В Пекине завершилась сессия Всекитайского комитета Народного политического консультативного совета Китая (ВК НПКСК), председатель КНР Си Цзиньпин и другие представители высшего руководства страны приняли участие в заключительном заседании, проходившем в Доме народных собраний[47][48].
  - Резня сирийских алавитов (2025): Количество убитых в Сирии мирных жителей-алавитов превысило 1000 человек[49].
  - Спорт
    - 29-летний форвард «Колорадо Эвеланш» Натан Маккиннон стал 100-м хоккеистом в истории НХЛ, набравшим 1000 очков в регулярных чемпионатах. Для этого ему понадобилось 856 матчей[50][51].

- 11 марта
  - Армия освобождения Белуджистана захватила пассажирский поезд[англ.], следовавший из Кветты в Пешавар, убив более 30 и взяв в заложники более 200 человек[52]. В ходе контртеррористической операции все 33 нападавших на поезд были убиты, заложников удалось освободить[53][54].
  - В Джидде (Саудовская Аравия) прошла встреча украинской и американской делегаций[55][56], обсуждали возможное завершение войны, Украина согласилась на предложение США о 30-дневном прекращении огня с возможностью продления, если на такой же шаг согласится Россия[57].
    - Президент США Дональд Трамп возобновил американскую военную помощь Украине[58].

  - В Гренландии прошли парламентские выборы[59], Демократическая партия во главе с Йенсом Фредериком Нильсеном получила большинство[60].
  - Бывшего президента Филиппин Родриго Дутерте арестовали в международном аэропорту имени Ниноя Акино в Маниле (Филиппины) по ордеру Международного уголовного суда, и увезли в Гаагу, где ему было предъявлено обвинение в преступлениях против человечности в ходе борьбы с наркоторговлей[61][62].
  - Астрономы объявили об обнаружении 128 новых спутников Сатурна, общее число известных спутников планеты достигло 274[63][64].

- 12 марта
  - Шведская компания Northvolt[англ.], крупнейший в Евросоюзе производитель литий-ионных аккумуляторов, подала заявление о банкротстве. Это стало крупнейшим банкротством в истории Швеции[65].
  - Бои в Курской области: Центр города Суджа в Курской области перешёл под контроль российских сил, украинские военные покинули город[66][67].
  - Мартин Пфистер избран в Федеральный совет Швейцарии[68].
  - Бывшего президента Грузии Михаила Саакашвили приговорили к девяти годам лишения свободы[69][70].
  - Состоялась встреча президента США Дональда Трампа и премьер-министра Ирландии Михола Мартина[71].
  - Йеменские хуситы анонсировали возобновление атак на суда в Красном море[72]
  - В США вступили в силу 25-процентные ввозные пошлины на алюминий и сталь из Аргентины, Австралии, Бразилии, Великобритании, Вьетнама, Германии, Индии, Канады, Мексики, Нидерландов, ОАЭ, Тайваня, Южной Кореи и Японии.[73]

- 13 марта
  - Путин заявил о готовности прекратить боевые действия в Украине, в том числе пойти на месяц перемирия, однако к перемирию нужна подготовка[74][75].
  - Спецпосланник Трампа Стив Уиткофф прибыл в Москву, где провёл переговоры о достижении мира на Украине[76][77][78].
  - Состоялась встреча президента США Дональда Трампа и генерального секретаря НАТО Марка Рютте[79][80].
  - Армения и Азербайджан выработали текст мирного соглашения, которое официально положит конец нагорно-карабахскому конфликту и установит границу между двумя странами[81][82].
  - Президенты Кыргызстана и Таджикистана Садыр Жапаров и Эмомали Рахмон подписали соглашение о демаркации границы между двумя странами[83].
  - Судья ООН Лидия Мугамбе признана виновной в принуждении к рабскому труду молодой женщины, которую она обманом вывезла из Уганды в Британию[84][85][86].
  - Некрологи
    - В возрасте 93 лет умерла композитор София Губайдулина[87].

- 14 марта
  - Марк Карни сменил Джастина Трюдо на посту премьер-министра Канады[88].
  - В Западном полушарии можно было наблюдать кровавую луну, это было первое полное лунное затмение за 2,5 года[89][90][91].
  - Источники SOHR сообщают, что сотрудники министерства обороны Сирии устраивают поджоги в провинции Латакия, что привело к масштабным лесным пожарам, угрожающим жизням мирных жителей, которые покинули свои дома в попытке избежать расправ и прячутся в лесных районах[92].
  - Сенат США одобрил законопроект для предотвращения шатдауна, финансирование федерального правительства было продлено до конца финансового года[93][94].
  - Цена на золото впервые превысила 3 тыс. долларов за унцию[95].

- 15 марта
  - В Белграде (Сербия) прошла очередная массовая акция протеста, протесты в этой стране начались в 2024 году после обрушения навеса на железнодорожной станции Нови-Сад[96].
  - В США по меньшей мере 40 человек погибли в результате мощного шторма с торнадо[англ.][97][98].
  - В Таиланде обрушился мост[англ.] скоростной автомагистрали Дао Кханонг. Сама трагедия произошла из-за обрушения участка моста, который находился в стадии строительства. Обломки рухнули на дорогу Рама II в районе Чомтхонг города Бангкок. В результате катастрофы подтверждено 7 погибших, 16 раненых, а около 30 человек оказались под завалами[99].
  - Второе президентство Дональда Трампа:
    - Президент США Дональд Трамп объявил о начале военной операции[англ.] против хуситов в Йемене, чтобы восстановить нарушаемую ими свободу судоходства в Красном море[100][101][102].
    - Подписал указ о ликвидации агентства по глобальным медиа (USAGM), которое курировало работу изданий «Радио Свобода» и «Голос Америки», и ещё шести федеральных агентств[103].
    - Задействовал закон 1798 года для депортации 250 венесуэльских мигрантов, принадлежащих к тюремной банде Трен-де-Арагуа (их выслали в Центр содержания террористов в Сальвадоре)[104][105].

- 16 марта
  - В Кочани (Северная Македония) при пожаре в ночном клубе «Pulse» погибли как минимум 59 человек[106].
  - В Валкенбюрге (Нидерланды) рухнула Башня Вильгельмины, построенная в 1906 году и имевшая статус объекта национального наследия[107].
  - Йеменские хуситы попытались атаковать американский авианосец «Гарри Трумэн»[108], однако их удары не достигли цели и были перехвачены ВВС США[источник не указан 111 дней][109].

- 17 марта
  - Стюарт Янг сменил Кита Роули на посту премьер-министра Тринидада и Тобаго[110].
  - Президент США Дональд Трамп посетил Кеннеди-центр, и назвал дату обнародования рассекреченных документов об убийстве Джона Кеннеди: около 80 000 страниц неотредактированных документов об убийстве 35-го американского президента будут опубликованы завтра (18 марта 2025 года)[111][112][113].
  - Хантер Байден лишён защиты со стороны Секретной службы США[114].
  - Бывшего президента Грузии Михаила Саакашвили приговорили ещё к четырём годам лишения свободы (итого общий срок заключения составит более 12 лет)[115].
  - Некрологи
    - В возрасте 105 лет умер лётчик-истребитель Королевских ВВС Великобритании Джон Хемингуэй[англ.], последний остававшийся в живых участник битвы за Британию[116].

- 18 марта
  - Израиль возобновил удары по объектам ХАМАС в секторе Газа после двух месяцев перемирия[117][118].
    - Новая фаза войны в Газе была названа Армией обороны Израиля операцией «Сила и меч»[119][120].
    - Премьер-министр правительства сектора Газа Иссам ад-Даалис и четыре лидера ХАМАС погибли в результате бомбардировок[121][122].

  - Астронавты Барри Уилмор и Сунита Уильямс, застрявшие на 9 месяцев на МКС из-за проблем с кораблём Boeing Starliner, вернулись на Землю на корабле SpaceX Crew Dragon[123][124][125].
  - Состоялось покушение на президента Сомали Хасана Шейха Махмуда путём подрыва его кортежа, в результате взрыва погибли 10 человек, президент остался жив[126][127].
  - Состоялся телефонный разговор президента США Дональда Трампа и президента России Владимира Путина, обсуждали перспективы достижения мира на Украине, была достигнута договоренность о прекращении на 30 дней ударов по энергетической инфраструктуре[128].
  - На сайте Национального управления архивов и документации США опубликованы рассекреченные документы об убийстве Джона Кеннеди[129].
  - Холдинговая компания Alphabet, управляющая компанией Google, подписала окончательное соглашение о приобретении стартапа Wiz за $32 млрд, завершить сделку планируется в 2026 году[130][131].

- 19 марта
  - В Турции задержан оппозиционный политик, мэр Стамбула Экрем Имамоглу, что вызвало массовые протесты в стране[132][133].
  - Европейское космическое агентство опубликовало первый пакет данных наблюдений космической обсерватории «Евклид»[134][135].
  - Спорт
    - Артём Дзюба, забив гол в товарищеском матче в ворота сборной Гренады, с показателем в 31 мяч стал лучшим бомбардиром в истории футбольной сборной России[136]. Кроме того, он стал самым возрастным автором гола в истории национальной команды (36 лет, 6 месяцев и 25 дней)[137].

- 20 марта
  - Вышел ежегодный Всемирный доклад о счастье, жители Финляндии признаны самыми счастливыми в мире, а жители Афганистана самыми несчастными[138][139].
  - Президент США Дональд Трамп подписал указ об упразднении Министерства образования, министру образования Линде Макмэн поручено передать полномочия властям штатов[140][141].
  - ВВС Израиля перехватили запущенную йеменскими хуситами баллистическую ракету, целью которой был международный аэропорт имени Бен-Гуриона[142][143].
  - Спорт
    - Двукратная олимпийская чемпионка по плаванию Кирсти Ковентри из Зимбабве избрана 10-м президентом МОК, она станет первой женщиной на этом посту[144].

- 21 марта
  - Гражданская война в Судане: Суданская армия захватила президентский дворец в центре Хартума, Силы быстрого реагирования пытаются его отбить[145].
  - Бои в Курской области: Взорвана газоизмерительная станция «Суджа» в Курской области[146][147].
  - Крупнейший аэропорт Великобритании, лондонский «Хитроу», был закрыт из-за пожара на электроподстанции[англ.], обеспечивающей энергоснабжение аэропорта. Было отменено или задержано почти 700 рейсов. Работа аэропорта была возобновлена утром 22 марта[148].
  - NGAD: Компания Boeing получила 20-миллиардный контракт на разработку истребителя шестого поколения F-47 для ВВС США[149][150].

- 22 марта
  - В Нигере произошло вооружённое нападение на мечеть, в результате чего погибли по меньшей мере 44 человека[151].
  - США объявили награду в размере 10 миллионов долларов за информацию, которая приведёт к аресту полевого командира афганских талибов Сираджуддина Хаккани[152].
  - В Турции продолжаются протесты, начавшиеся после задержания Экрема Имамоглу, массовые демонстрации прошли в 55 из 81 провинциях страны, 343 протестующих были арестованы полицией[153][154].

- 24 марта
  - В Эр-Рияде (Саудовская Аравия) при посредничестве США прошли непрямые переговоры России и Украины, на которых обсуждались вопросы связанные с прекращением огня[155][156], была достигнута договорённость о прекращении применения военной силы в Черном море и о разработке мер по запрету ударов по энергетическим объектам двух стран[157].
  - Актёру Михаилу Ефремову одобрили УДО, он выйдет из колонии 9 апреля 2025 года[158][159].
  - Скандал вокруг использования Signal должностными лицами США[160].

- 25 марта
  - Археологи объявили об открытии клада Мелсонби — большой коллекции предметов железного века, обнаруженной в поле в Северном Йоркшире (Великобритания), предметы выставлены в Йоркширском музее[161].
  - МВД России объявило в розыск политолога Екатерину Шульман[162].
  - На востоке Франции во время тренировки трюкового номера для авиашоу разбились два реактивных самолёта Alpha Jet[163][164].
  - Токийский суд постановил распустить Церковь объединения[165].
  - Юлия Клёкнер от Христианско-демократического союза избрана председательницей бундестага[166].
  - Масаки Касивара удостоен Абелевской премии за фундаментальный вклад в алгебраический анализ и теорию представлений[167].
  - Президент Аргентины Хавьер Милей поручил рассекретить документы госархивов о нацистах, скрывавшихся в Аргентине после Второй мировой войны[168].

- 26 марта
  - В результате лесных пожаров в Республике Южная Корея погибли как минимум 24 человека[169], а также сгорел буддийский храм Коунса с 1300-летней историей[170].
  - Международно-правовой статус Косова: Кения признала независимость Косова[171].
  - Гражданская война в Судане: Битва за Хартум: Вооружённые силы Судана заявили о полном контроле над столицей страны Хартумом[172].

- 27 марта
  - В результате крушения туристического батискафа «Синдбад» у берегов Хургады в Египте погибли семь человек[173].
  - В Южном Судане арестован вице-президент страны Риек Мачар[174].
  - Пять человек получили ранения в результате нападения с ножом[англ.] на площади Дам в Амстердаме (Нидерланды)[175].
  - Палеонтологи описали новый род динозавров — Duonychus?![176].

- 28 марта
  - Жертвами землетрясения в Мьянме и Таиланде стали более трёх тысяч человек[177][178][179].
  - Йенс-Фредерик Нильсен стал новым премьер-министром Гренландии[180].
  - Вице-президент США Джей Ди Вэнс прилетел с визитом в Гренландию, где посетил самую северную американскую военную базу Питуффик[181].
  - Четыре человека погибли при крушении[англ.] легкомоторного самолёта SOCATA TBM-700 в Бруклин-Парке в Миннесоте[182][183].

- 29 марта
  - Временный президент Сирии Ахмед Аш-Шараа сформировал второе переходное правительство, сменившее первое, а также упразднил пост премьер-министра[184].
  - Солнечное затмение 29 марта 2025 года[185].

- 30 марта
  - С космодрома Аннёйа в Норвегии состоялся первый пуск частной немецкой ракеты-носителя Spectrum компании Isar Aerospace[англ.], испытание прошло неудачно, ракета упала вскоре после запуска[186][187].
  - Спорт
    - В Бостоне показательными выступлениями завершился чемпионат мира по фигурному катанию[188].

- 31 марта
  - Суд во Франции приговорил[англ.] Марин Ле Пен к четырём годам лишения свободы и лишил её права баллотироваться на политические должности в течение пяти лет, из-за чего она не сможет участвовать в следующих президентских выборах[189][190].
  - Американская сеть ресторанов Hooters подала заявление о банкротстве[191].